# 小野寺梓
小野寺 梓（おのでら あずさ、8月8日 - ）は、日本のアイドル。女性アイドルグループ・fav meのメンバー。真っ白なキャンバスの元メンバー。秋田県出身。

## 略歴
2017年9月、真っ白なキャンバス結成時にオリジナルメンバーの一人となる。
2020年5月、@JAM EXPO 2020ナビゲーターユニット「S.T.O」のメンバーに選出。
2020年8月、週刊プレイボーイにて初グラビアを掲載。11月には初グラビアのデジタル写真集「ALL WHITE」を発売した。
2024年11月、真っ白なキャンバス解散。グループ結成時より解散まで在籍し続けた唯一のメンバーであった。
2025年2月、アソビシステムのアイドルプロジェクト・PEAK SPOTの第1弾グループ・fav me結成に参加。同年4月デビュー。

## 人物
- 特技は家事、アイドル[7]。
- 憧れのアイドルは嗣永桃子、道重さゆみ[1]。
- 三軒茶屋に着いたと思っていたら御茶ノ水だったことがある[8]。
- ファンから「ママ」と言われ[9]、Twitterで「ママー！」というリプライがよく来る[10]。これに対し、「見覚えのない子供がいっぱいいる」と返答したことから定着していった[9]。小野寺は「ママは究極に必要な存在、私は誰かに必要にされたくてアイドルになったから全然嫌ではない」とこの呼称について答えている[9]。

## 作品

### 雑誌
- MARQUEE Vol.132 - 連載「小野寺梓のIdol changes the world」（2019年4月10日 - 、マーキー・インコーポレイティド）[11]
- BUBKA（ブブカ）2020年9月号（2020年7月30日、白夜書房）
- 週刊プレイボーイ（2020年8月17日、集英社）
- 週刊ヤングマガジン43号（2020年9月19日、講談社）
- 週刊プレイボーイ（2020年10月12日、集英社）
- FLASH（2020年10月27日、光文社）
- glamorousFLASH（2021年3月23日、光文社）
- IDOL FILE Vol.22 Wedding Dress（2021年6月25日、ロックスエンタテインメント）
- 週刊ヤングジャンプ46号（2021年10月14日、集英社）
- 週刊ヤングジャンプ26号（2022年5月26日、集英社）
- 週刊プレイボーイ（2022年6月6日、集英社）
- BLT（2022年6月23日）
- BUBKA 11月号（2022年9月30日）
- DOLCE Vol.5（2022年10月31日）
- FLASH（2022年12月6日、光文社）
- FLASH（2022年12月13日、光文社）
- FLASHスペシャル グラビアBEST（2022年12月22日、光文社）

### 写真集
- ALL WHITE（2020年11月13日、集英社）- デジタル限定
- 夢の続きへ（2020年12月25日、光文社）- デジタル限定
- 偶像に生きる（2022年12月16日、光文社）- ISBN 978-4334903077
- Color of Life（2023年2月16日、白夜書房）

## 出演

### テレビ番組
- IDOL OF THE YEAR 2021（2021年7月20日、日本テレビ）[12]
- 世界まる見え!テレビ特捜部（2021年7月31日、日本テレビ）[13]

### ラジオ番組
- 真っ白なキャンバス 小野寺梓のおのでらんど国民放送（2023年4月3日～2024年11月28日　毎週月曜日、FM NACK5「ラジオのアナ〜ラジアナ」内コーナー）